# Moonlight Lady
A Moonlight Lady (の な い 月, Kao no Nai Tsuki, szószerinti fordítás; Arc nélküli Hold) a No Surface Moon The Animation amerikai kiadási címe;  egy 2001-es japán OVA anime sorozat az azonos nevű 2000-es japán látványregény eroge-ból adaptálva. Az Orbit Co., Ltd. hozta létre, az IMAGIN animálta, a Pink Pineapple gyártotta, később pedig a Media Blasters engedélyezte, angolul a Wave Form Solutions, a Sunlight Audio szinkronizálta,  és a Kitty Media terjeszti.

## Története
Suzuna Kuraki egy gyönyörű fiatal nő, aki gazdag, matrilinális családja sintó hitének papnőjévé válik. Beavatásának részeként nemcsak a felszentelést kell gyakorolnia, hanem nagymamája is megkötött házasságot kell kötnie, majd részt kell vennie az évtizedes Tsukimachi szertartáson, egy ezoterikus szertartáson, amelyet egy új női miniszter fogadására rendeznek. A helyzet azonban bonyolulttá válik, amikor vőlegényét, Koichi Hayamát birtokába viszik, és egy titokzatos paranormális energia kissé furcsán kezdi el cselekedni.

## Karakterek

### Elsődleges karakterek
- Suzuna Kuraki (倉 木 鈴 菜, Kuraki Suzuna)

Hangja: Sanae Kobayashi (1–4. Ep.) Hiroko Taguchi (5. ep.) (Japán);  Wendy Carmichael (angol) (1-4. Ep.), Janet Moltow (5. ep.)
Egy tipikus középiskolás diák, Suzuna Kuraki a sorozat főszereplője. Finom, gyönyörű fiatal nő, aki sintó ősei papnőjévé válik, hogy megfelelően megszentelhesse családi szentélyét; egy olyan munkát, amelyet hagyományosan a nemzetségbeli nőknek adományoztak. Vallási szolgálatain kívül Suzuna általában nagyon arisztokratikus, beképzelt és körültekintő magatartást tanúsít, annak ellenére, hogy valójában ő a ház legrettenetesebb és legfogadóbb embere. Suzuna a kötelező házasságban Koichi Hayama kötelező menyasszonya, Mizuna nővére és Yuriko lánya.
- Koichi Hayama (羽山 浩 一, Hayama Kōichi)

Hangoja: Akira Ishida (japán); Jake Carpenteria (angol) (1-4. Ep.), Rob Weir (5. ep.)
Koichi Hayama Suzuna Kuraki vőlegénye. Tudat alatt őt választották vőlegényének, majd a Tsukimachi-szertartás közeledtével a birtokra élték. Egy magas és jóképű egyetemi hallgató, Koichi hajlamos összecsapni Suzunával, de ez tekinthető egy szeszélyes szerelmi kapcsolat bizonyítékának. Egy megmagyarázhatatlan betegség hatására nem képes felidézni múltját, beleértve gyermekkorát vagy szüleit sem. Ő sem ismerte fel a nők arcát, mielőtt a Kuraki birtokra érkezett. Koichi gyakori dohányos, és a mellkasán hosszúkás heg van.

### Másodlagos karakterek
- Tomomi Harukawa (春川 知 美, Harukawa Tomomi)

Hangja: Kiyomi Asai (japán);  Jennifer Marsala (angol) (1-4. Ep.), Lara Linndy (5. ep.)
Suzuna Kuraki alkalmazott szobalány és gyermekkori barátja.  Érezhetően méretes mellszobra ellenére Tomomi nagyon lassú, szelíd, halk szavú lány, aki gyakran aprólékosan igyekszik a szolgálatban lévők kedvében járni;  különösen Suzuna, aki a fóliája.  Ő a háztartás egyetlen szemüveges tagja, és a biszexuális szempontból a leghíresebb.  Tomomi unokahúga Gohei Harukawának és unokája Ippei-nek.
- Sayaka Kurihara (栗 原 沙 也 加, Kurihara Sayaka)

Hangja: Naoko Takano (japán);  Trina White (angol) (1-4. Ep.), Sharon Simpson (5. ep.), Brenda Lewis (Ruri Yamato néven)
A háztartás második szobalánya, Sayaka Kurihara nagyjából ellentétes Tomomival abban, hogy derűs, játékos, beszédes és időnként gyerekes.  Bár Sayaka soha nem képes egyértelműen emlékezni rá, valójában korábban elismert promóciós modell és színésznő volt Ruri Yamato néven;  akkor szerezte meg, amikor Gohei Harukawa megtalálta a birtokon.
- Io Azuma (東 衣 緒, Azuma Io)

Hangja: Yukari Honma (japán); Laddy McFarren (angol)
Barátságos, de képtelen Io Azuma Suzuna távoli unokatestvére, jó barátok Tomomival.  Eredetileg Suzuna udvarlójának választották, de a lány csalódására nagy meglehetősen nőiesedett a várt bájos úr helyett.  Jámbor otaku, Io gyakran a szabadidő nagy részét a házi könyvtárban tölti, mangát olvasva;  játékosan terjeszti rögeszméjét Suzunára, aki legnagyobb bánatára Chan japán megtisztelő címmel szokott foglalkozni.  Ő és Koichi az eredeti játékkal ellentétben nincsenek szexuális kapcsolatban az animékkel.
- Yuriko Kuraki (倉 木 由 利子, Kuraki Yuriko)

Hangja: Miki Itō (japán);  Jessica Gee (angol) (1-4. Ep.), Molly Walters (5. ep.)
Yuriko Kuraki mind Suzuna, mind Mizuna biológiai anyja, néhai férje, Zenzirō özvegye és a ház matriarchája.  Titokzatos és érzéki nő, Yuriko messze a legbefolyásosabb személyiség a háztartás és a benne megjelenő paranormális erő felett;  ezt a pozíciót formálisan mutatja ki mind a hangjában, mind a ruhájában.
- Gohei Harukawa (春川 五 平, Harukawa Gohei)

Hangja: Michael Johnston (angol, 1-4. Ep.), Brian Drewberry (5. ep.)
Baljós és kifürkészhetetlen, Gohei Harukawa Tomomi nagybátyja, Ippei idősebb testvére és birtokrendező; annak ellenére is, hogy ritkán látni kerti munkát végezni.  Míg nem rendelkezik saját természetfeletti erőkkel, Gohei gyakran segíti Yurikót törekvéseiben;  például események kiváltása a Tsukimachi-szertartás előkészítéseként.
- Mizuna Kuraki (倉 木 水 菜, Kuraki Mizuna)

Yuriko első lánya és Suzuna monozigóta ikertestvére.  Kistestvérével ellentétben Mizuna nagyon hallgatag, mégis vidáman játékos;  csendesen és békésen élve a kastély alatti vízbarlangokban.  Valaha a Kuraki család szentélyi leánya volt, de amikor Suzuna megszületett, elűzték.
- Chikako Sawaguchi (沢 口 千 賀子, Sawaguchi Chikako)

Hangja: Jessica Gee (angol)
Chikako Sawaguchi a pszichológia professzora, aki paranormális tevékenység érzékelésére látogat el a birtokra.  Ezen kívül nem sok mást lehet tudni róla, csak azt, hogy Koichi korábbi tanára.
- Ippei Harukawa (春川 一 平, Harukawa Ippei)

Gohei idősebb testvére, Tomomi nagyapja és családorvos.  Nincs jelentős szerepe a sorozatban.

## Epizódlista

### Az első éjszaka
- "Tsubaki" (椿) 2001. december 28

### A második éjszaka: napraforgó
- "Himawari" (向日葵) 2002. július 26

### A harmadik éjszaka: bazsarózsa
- "Shakuyaku" (芍 薬) 2002. december 27

### A negyedik éjszaka: fehér liliom
- "Shirayuri" (白 百合) 2003. június 13

### Az ötödik éjszaka
- "Higanbana" (彼岸花) 2004. július 23

## Zene
Zárótéma: "Kegyetlen Hold", Arca, 2001 (Epi. 1-5)

## Japán személyzet
- Dugattyú Horaguchi – tervező

- Kei Endo – tervező asszisztens

- Oruga Susumu – producer

- Arakawa Masanobu – forgatókönyvíró

- Ishihara Megumi – karaktertervező és vezető animátor

- Hattori Noritomo – animátor asszisztens

- Sato Toshiharu – rendező

- Hiroshi Igarashi – zene

## Amerikai személyzet
- Gary Sierra – producer

- Jharmoni Nagasaki – gyártásfelügyelő

- Roller Girl – produkciós asszisztens

- Scottie Mack – szerkesztő

- J. Yoshizawa – fordítás

## Spin-offok
2007. április 3-án a Studio Deen kiadta a Touka Gettant (桃 華 月 憚); ez az animációs adaptációja a 2007-es japán látványregénynek, az azonos nevű eroge és manga. Mindhárom változat ugyanaz a spin-off, mint a Kao no nai tsuki (顔 の な い 月). Ezt 2007. április 3. és 2007. szeptember 24. között sugározták a BS Asahi, a SUN TV és a Tokyo MX TV csatornák.  A sorozatot Yūji Yamaguchi rendezte.